# Bernardus Peeters
Bernardus Peeters OCSO (Heerlen, 1968) is een Nederlands trappist en priester van de Rooms-Katholieke Kerk. In februari 2022 is hij verkozen tot generaal-abt van de Cisterciënser Orde van de Strikte Observantie.

## Biografie
Peeters groeide op in Simpelveld. Na het eindexamen op het Bernardinuscollege trad hij op 18-jarige leeftijd in bij de trappisten van de Abdij Onze Lieve Vrouw van Koningshoeven in Berkel-Enschot. Hij studeerde dogmatiek aan de Theologische Faculteit van de toenmalige Katholieke Universiteit Brabant. In 1991 deed hij zijn plechtige professie en in 1997 ontving hij de priesterwijding. In 2005 werd hij door de kloostergemeenschap gekozen tot abt en in 2017 werd hij voorzitter van de koepelorganisatie Konferentie Nederlandse Religieuzen. Op 11 februari 2022 werd hij door het generaal-kapittel van de trappisten bijeen in Assisi, verkozen tot generaal-abt.

### Onderscheiding
Bij gelegenheid van zijn 25-jarig professiejubileum werd hij in 2013 benoemd tot ridder in de Orde van Oranje Nassau.
- Gemeinsame Normdatei: 1229203613
- Virtual International Authority File: 284904526